# Letuš
Letuš (Duits: Letusch, 1943–1945 Sannbrück) is een plaats in Slovenië en maakt deel uit van de gemeente Braslovče in de NUTS-3-regio Savinjska. De plaats telde 887 inwoners op 1 januari 2020.

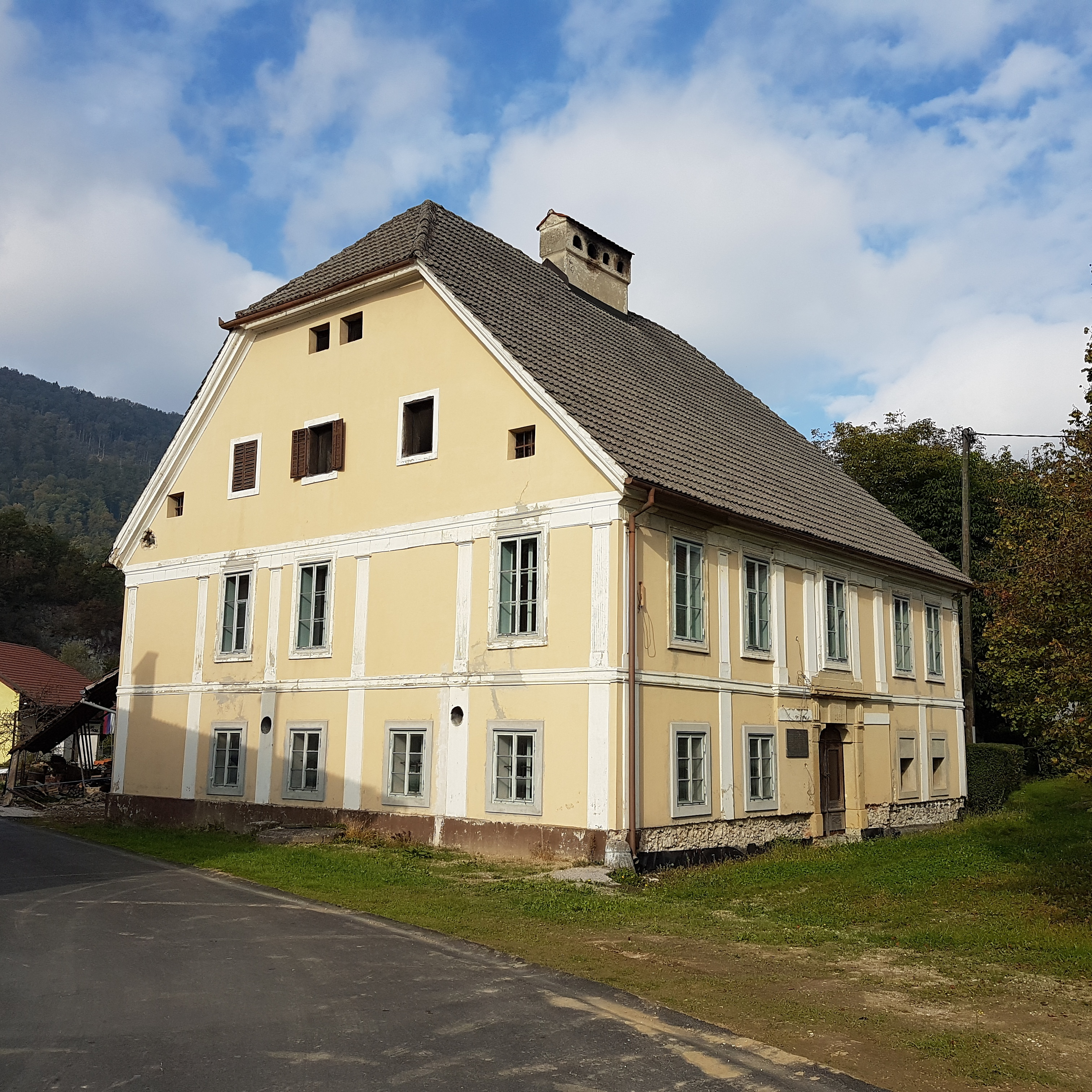
Woning